# گات (کلاه)
گات (کره‌ای: 갓; لاتین‌نویسی اصلاح‌شده: gat; تلفظ در کره‌ای: [kat̚]) نوعی کلاه سنتی کره‌ای است که مردان در دوران چوسان همراه با هانبوک (پوشاک سنتی کره‌ای) بر سر می‌گذاشتند. این کلاه از موی اسب یا بامبو با چارچوبی از بامبو ساخته می‌شد و تا حدودی شفاف بود. بیشتر گات‌ها استوانه‌ای شکل و دارای لبه‌ای پهن هستند که بر روی اسکلت بامبویی قرار می‌گیرد. پیش از اواخر سدهٔ نوزدهم، تنها مردان طبقهٔ اشراف حق استفاده از گات را داشتند؛ چراکه این کلاه نشان‌دهندهٔ موقعیت اجتماعی آنان بود و همچنین برای محافظت از گرهٔ موی سر کاربرد داشت.
هنرمندانی که در ساخت گات تخصص دارند، در زبان کره‌ای گان‌نیل‌جانگ (갓일장) نامیده می‌شوند. این واژه از گان‌نیل (갓일؛ ترکیبی از گات به معنای کلاه و ایل به معنای کار) به علاوهٔ جانگ (장؛ به معنای استادکار، صنعتگر یا پیشه‌ور) ساخته شده است.
از آنجا که گان‌نیل مستلزم مهارت‌های هنری و دستی در قالب فرآیندی پیچیده و با استفاده از مواد گوناگون است، در ۲۴ دسامبر ۱۹۶۴ به‌عنوان میراث فرهنگی ناملموس شماره ۴ کره جنوبی به ثبت رسیده است.